# Kate Miller-Heidke
Kate Miller-Heidke (/ˈhaɪdki/; Brisbane, 16 de novembro de 1981) é uma cantora, compositora e atriz australiana. Apesar de ter formação clássica, ela seguiu uma carreira na música pop alternativa . Ela assinou contrato com a Sony Australia, Epic nos EUA e RCA no Reino Unido, mas agora é uma artista independente. Ela representará a Austrália no Festival Eurovisão da Canção 2019 em Tel Aviv, Israel.